# 宇佐美日和
宇佐美 日和（うさみ ひより、2月24日 -）は、日本の女性歌手。三重県伊勢市出身。主にPCゲームの主題歌を担当している。同人作品に参加する時には玉置 ひよ（ひよ）という名義を使用する。レーベルはKiccoと同じMoemix Label。

## ユニット
- little ravie
  - 倉原彩果とのユニット。都内でのライブ活動を中心に活動していた。2014年12月21日に開催のライブイベント『TOKYO アイドルステージ Vol.16』を最後にユニットを解散した。[2]
- valqourz
  - 美少女ゲーム声優がメンバーのユニット。解散時のメンバーは、星鹿りえ、岬真菜穂、蓬かすみ、ありかわ真奈、宇佐美日和、七瀬希の6人。2018年3月5日に開催のイベント『valqourz 秘密の卒業式』を最後にユニットを解散した。

## ディスコグラフィ

### シングル
| #  | タイトル                       | 作詞・作曲 | 編曲   | 時間  |
| -- | ------------------------------ | ---------- | ------ | ----- |
| 1. | 「たからもの」                 | 芽原万起   | 高橋京 | 3:52  |
| 2. | 「Sweet Strawberry Tea Party」 |            |        | 14:58 |
| 3. | 「たからもの (off vocal)」     | 芽原万起   | 高橋京 | 3:48  |

発売日：2011年9月3日
| 全作詞・作曲: Akane Kawauchi、全編曲: Akira Tsuruoka。 |                                      |                |                |      |
| #                                                      | タイトル                             | 作詞           | 作曲・編曲     | 時間 |
| 1.                                                     | 「小鳥たちのうた」                   | Akane Kawauchi | Akane Kawauchi | 4:00 |
| 2.                                                     | 「夕暮れ、あなたと。」               | Akane Kawauchi | Akane Kawauchi | 4:48 |
| 3.                                                     | 「小鳥たちのうた(Instrumental)」     | Akane Kawauchi | Akane Kawauchi | 4:00 |
| 4.                                                     | 「夕暮れ、あなたと。(Instrumental)」 | Akane Kawauchi | Akane Kawauchi | 4:46 |

発売日：2013年12月31日
| 全作詞: 宇佐美日和。 |                              |            |                  |      |
| #                    | タイトル                     | 作詞       | 作曲・編曲       | 時間 |
| 1.                   | 「天気雨」                   | 宇佐美日和 | 土谷智幸         | 4:36 |
| 2.                   | 「アイイロゾラ」             | 宇佐美日和 | masato(team-FSR) | 5:04 |
| 3.                   | 「天気雨 (GAME Size)」       | 宇佐美日和 | 土谷智幸         | 1:57 |
| 4.                   | 「天気雨 (Off Vocal)」       | 宇佐美日和 | 土谷智幸         | 4:36 |
| 5.                   | 「アイイロゾラ (Off Vocal)」 | 宇佐美日和 | masato(team-FSR) | 5:04 |

発売日：2015年10月17日
| 全作詞: 宇佐美日和。 |                                 |            |                  |      |
| #                    | タイトル                        | 作詞       | 作曲・編曲       | 時間 |
| 1.                   | 「天気雨」                      | 宇佐美日和 | 土谷智幸         | 4:36 |
| 2.                   | 「アイイロゾラ」                | 宇佐美日和 | masato(team-FSR) | 5:05 |
| 3.                   | 「天気雨 (Instrumental)」       | 宇佐美日和 | 土谷智幸         | 4:35 |
| 4.                   | 「アイイロゾラ (Instrumental)」 | 宇佐美日和 | masato(team-FSR) | 5:03 |

発売日：2016年6月24日 / MOCL-0003
| 全作編曲: 小野舞 |                                            |                      |            |      |
| #                | タイトル                                   | 作詞                 | 作曲・編曲 | 時間 |
| 1.               | 「お姉ちゃん☆Regulation!!」                | 宇佐美日和           |            | 3:59 |
| 2.               | 「Lovely♥だーりん♪」                       | 宇佐美日和&POP内神田 |            | 4:22 |
| 3.               | 「お姉ちゃん☆Regulation!! (Instrumental)」 | 宇佐美日和           |            | 3:59 |
| 4.               | 「Lovely♥だーりん♪ (Instrumental)」        | 宇佐美日和&POP内神田 |            | 4:22 |

発売日：2016年11月1日 / MOCL-0005
| 全作詞: 宇佐美日和。 |                                              |            |             |      |
| #                    | タイトル                                     | 作詞       | 作曲・編曲  | 時間 |
| 1.                   | 「みちしるべ」                               | 宇佐美日和 | akira asano | 5:47 |
| 2.                   | 「宇佐美日和のひよらじ♪ 特別出張版 Aパート」 | 宇佐美日和 |             | 2:45 |
| 3.                   | 「いんがおーほー 〜カクゴしなさい！〜」      | 宇佐美日和 | 沙之村唯    | 4:17 |
| 4.                   | 「宇佐美日和のひよらじ♪ 特別出張版 Bパート」 | 宇佐美日和 |             | 2:06 |
| 5.                   | 「抒情詩」                                   | 宇佐美日和 | 小野舞      | 3:54 |
| 6.                   | 「宇佐美日和のひよらじ♪ 特別出張版 Cパート」 | 宇佐美日和 |             | 2:11 |
| 7.                   | 「イチバンボシ」                             | 宇佐美日和 | akira asano | 4:22 |
| 8.                   | 「宇佐美日和のひよらじ♪ 特別出張版 Dパート」 | 宇佐美日和 |             | 1:55 |

発売日：2016年12月29日 / USAHIYO-1601
| 全作詞: 宇佐美日和、全作曲: akira asano。 |                                               |            |             |                               |      |
| #                                         | タイトル                                      | 作詞       | 作曲・編曲  | 編曲                          | 時間 |
| 1.                                        | 「Fizz.」                                     | 宇佐美日和 | akira asano | akira asano                   | 3:41 |
| 2.                                        | 「Love sick」                                 | 宇佐美日和 | akira asano | akira asano, masato(team-FSR) | 3:56 |
| 3.                                        | 「Two-faced」(歌唱：宇佐美日和 with 緒田マリ) | 宇佐美日和 | akira asano | akira asano, Vellir           | 4:44 |
| 4.                                        | 「SUMMER VACATION!」                          | 宇佐美日和 | akira asano | akira asano                   | 3:19 |
| 合計時間:                                 | 合計時間:                                     | 合計時間:  | 15:40       |                               |      |

発売日：2017年8月11日 / USAHIYO-1701

### アルバム
| #         | タイトル                               | 作詞                 | 作曲              | 編曲              | 時間  |
| --------- | -------------------------------------- | -------------------- | ----------------- | ----------------- | ----- |
| 1.        | 「みちしるべ」                         | 宇佐美日和           | akira asano       | akira asano       | 5:55  |
| 2.        | 「恋の花」                             | 宇佐美日和           | JIRO              | JIRO              | 4:11  |
| 3.        | 「天気雨」                             | 宇佐美日和           | 土谷智幸          | 土谷智幸          | 4:36  |
| 4.        | 「Dear」                               | 宇佐美日和           | masato(team-FSR)  | masato(team-FSR)  | 6:21  |
| 5.        | 「Love☆Harlem☆Game」                   | 宇佐美日和           | JIRO              | JIRO              | 3:57  |
| 6.        | 「いんがおーほー 〜カクゴしなさい!〜」 | 宇佐美日和           | 沙之村唯          | 沙之村唯          | 4:20  |
| 7.        | 「お姉ちゃん☆Regulation!!」            | 宇佐美日和           | 小野舞            | 小野舞            | 4:02  |
| 8.        | 「アイイロゾラ」                       | 宇佐美日和           | masato(team-FSR)  | masato(team-FSR)  | 5:06  |
| 9.        | 「幸福のソレイユ」                     | 宇佐美日和           | KURO(Rose&Rosary) | SION(Rose&Rosary) | 4:29  |
| 10.       | 「ホントのキモチ」                     | 宇佐美日和           | ZUME(UnRapport)   | myremy            | 3:42  |
| 11.       | 「Lovely♥だーりん♪」                   | 宇佐美日和&POP内神田 | 小野舞            | 小野舞            | 4:25  |
| 12.       | 「First Step」                         | 宇佐美日和           | JIRO              | JIRO              | 4:48  |
| 合計時間: | 合計時間:                              | 合計時間:            | 合計時間:         | 合計時間:         | 55:52 |

発売日：2017年4月28日 / MOCL-0009
| 全作詞: 宇佐美日和。 |                                                       |            |                               |                  |      |
| #                    | タイトル                                              | 作詞       | 作曲                          | 編曲             | 時間 |
| 1.                   | 「Rabbit and Rose」                                   | 宇佐美日和 | akira asano、masato(team-FSR) | masato(team-FSR) | 4:34 |
| 2.                   | 「旅路」                                              | 宇佐美日和 | フミオ                        | フミオ           | 3:04 |
| 3.                   | 「Farfalla」                                          | 宇佐美日和 | masato(team-FSR)              | masato(team-FSR) | 3:19 |
| 4.                   | 「エロいの禁止令〜だって妹だもん！〜」                | 宇佐美日和 | masato(team-FSR)              | masato(team-FSR) | 3:23 |
| 5.                   | 「はらはら☆Day」                                      | 宇佐美日和 | masato(team-FSR)              | masato(team-FSR) | 4:06 |
| 6.                   | 「硝子の夢」                                          | 宇佐美日和 | masato(team-FSR)              | masato(team-FSR) | 5:29 |
| 7.                   | 「いけない欲望」                                      | 宇佐美日和 | masato(team-FSR)              | masato(team-FSR) | 4:53 |
| 8.                   | 「恋のMagical☆Harem!!」(ゲストボーカル：このえゆずこ) | 宇佐美日和 | JIRO                          | JIRO             | 3:26 |
| 9.                   | 「甘えロジック」                                      | 宇佐美日和 | JIRO                          | JIRO             | 4:25 |
| 10.                  | 「未来へと」                                          | 宇佐美日和 | masato(team-FSR)              | masato(team-FSR) | 4:43 |
| 合計時間:            | 合計時間:                                             | 合計時間:  | 合計時間:                     | 41:22            |      |

発売日：2018年2月24日 / USAHIYO-1801（ライブ限定版）、USAHIYO-1802（通常盤）
| #         | タイトル       | 作詞       | 作曲             | 編曲             | 時間  |
| --------- | -------------- | ---------- | ---------------- | ---------------- | ----- |
| 1.        | 「さくらそう」 | 宇佐美日和 | SHO FUJiNO       | SHO FUJiNO       | 3:42  |
| 2.        | 「リナリア」   | 宇佐美日和 | SHO FUJiNO       | SHO FUJiNO       | 4:23  |
| 3.        | 「ひまわり」   | 宇佐美日和 | JIRO             | JIRO             | 3:26  |
| 4.        | 「紫苑」       | 宇佐美日和 | masato(team-FSR) | masato(team-FSR) | 6:05  |
| 5.        | 「あかね」     | 宇佐美日和 | takeru           | takeru           | 5:51  |
| 6.        | 「Angraecum」  | 宇佐美日和 | SHO FUJiNO       | SHO FUJiNO       | 4:53  |
| 合計時間: | 合計時間:      | 合計時間:  | 合計時間:        | 合計時間:        | 28:20 |

発売日：2019年1月13日

### コンピレーション
| #  | タイトル                     | 作詞・作曲・編曲 | 時間 |
| -- | ---------------------------- | ---------------- | ---- |
| 2. | 「sister-機械仕掛けノ少女-」 | masato(team-FSR) | 3:24 |

発売日：2015年4月26日
- 同人歌唱参加

| 全作詞: 宇佐美日和、全作曲・編曲: はるあきP。 |          |            |            |
| #                                             | タイトル | 作詞       | 作曲・編曲 |
| 1.                                            | 「涙」   | 宇佐美日和 | はるあきP  |

発売日：2018年4月29日
| 全作詞: 宇佐美日和、全作曲・編曲: はるあきP。 |                     |            |            |
| #                                             | タイトル            | 作詞       | 作曲・編曲 |
| 1.                                            | 「キラキラ☆SUMMER」 | 宇佐美日和 | はるあきP  |

発売日：2018年8月10日

### ユニット参加楽曲
little ravie 名義
- I'm with you forever
- キミのそばで
- Mermaid
  - 作詞：Akane Kawauchi、作編曲：Y-U1
- Gratitude
  - 作詞：ひよりん&くらら、作編曲：Yoshiaki Miyachi
- 君のハートをいただきます♥
  - 作詞・作曲：akane(PriDona)、編曲：Yoshiaki(PriDona)
- Touch my heart
  - 作詞・作曲：akane(PriDona)、編曲：Yoshiaki(PriDona)

valqourz 名義
- 素直なキモチ
  - 作詞：まきいづみ、作曲：龍之介
- 一輪花
  - 作詞：宇佐美日和、作曲：akira asano
- オンナノコ☆ハート
  - 作詞：宇佐美日和、作曲：akira asano

キャラクターソング
- I Can Change，You Can Change
  - 歌：千代田柚花（CV：風鈴みすず）、秋月椛（CV：宇佐美日和）、作詞・作曲・編曲：Team-OZ
- 春告桜
  - 歌：風魔小太郎（CV：宇佐美日和）、作編曲：蓑部雄崇、作詞：雨野智晴/山根敬洋

### タイアップ一覧
| 曲名                               | メーカー                       | 作品名 | 備考                   |
| ---------------------------------- | ------------------------------ | --- | ---------------------- |
| I'm with you forever               | エイプリル・データ・デザインズ | 『キャラフレ』挿入歌                                                                                        | little ravie 名義      |
| 君のハートをいただきます♥          | INTERHEART                     | 『お嬢様はカタイのがお好き! 〜神性なる女子寮日記〜』主題歌                                                  | little ravie 名義      |
| Touch my heart                     | INTERHEART                     | 『お嬢様はカタイのがお好き! 〜神性なる女子寮日記〜』ED                                                      | little ravie 名義      |
| ホントノキモチ                     | Mother Goose                   | 『セイカツ! 〜みんな大好き! 極めて、えろラボ!〜』瑞樹玲奈ED                                                 |                        |
| Dear                               | INTERHEART                     | 『ねえちゃん、ごめん出しちゃった! 〜おねえちゃんは僕専用〜』ED                                              |                        |
| 天気雨                             | ぐみそふと                     | 『天気雨』主題歌                                                                                            |                        |
| アイイロゾラ                       | ぐみそふと                     | 『天気雨』ED                                                                                                |                        |
| 幸福のソレイユ                     | onomatope*                     | 『吸血姫のリブラ』神代葵ED                                                                                  |                        |
| Love☆Harlem☆Game                   | INTERHEART                     | 『ハーレムゲーム 〜俺はコレのおかげでエロゲーの主人公になれました!〜』主題歌                                |                        |
| 恋の花                             | INTERHEART                     | 『ハーレムゲーム 〜俺はコレのおかげでエロゲーの主人公になれました!〜』ED                                    |                        |
| いんがおーほー 〜カクゴしなさい!〜 | X-BangBang                     | 『淫がおーほー!?〜横暴な兄が女になったので懲らしめることにしました〜』主題歌                                |                        |
| お姉ちゃん☆Regulation!!            | Sweet HEART                    | 『《緊急宣言》お姉ちゃん達は処女を卒業しますっ!!』主題歌                                                    |                        |
| Lovely❤だーりん♪                   | Sweet HEART                    | 『《緊急宣言》お姉ちゃん達は処女を卒業しますっ!!』 ED                                                       |                        |
| 抒情詩                             | X-BangBang                     | 『妹☆悶すたあ 〜妹が人外の血を引いていて大変な件〜』主題歌                                                  |                        |
| みちしるべ                         | うさひよ屋。                   | FMうらやすラジオ『宇佐美 日和のひよらじ♪』テーマソング                                                      | ※現在はFMうらら        |
| イチバンボシ                       | うさひよ屋。                   | FMうらやすラジオ『宇佐美 日和のひよらじ♪』ED                                                                | ※現在はFMうらら        |
| 素直なキモチ                       | onomatope* raspberry           | 『ビッチ姉妹が清純なはずがないっ!』ED                                                                       | valqourz 名義          |
| I Can Change, You Can Change       | Sweet HEART                    | 『アイドル★クリニック 恋の薬でHな処方』挿入歌                                                               | CV:秋月椛 名義         |
| Fizz.                              | 桃源郷                         | 『俺が愛した人妻 〜恵美子〜』主題歌                                                                         |                        |
| Love sick                          | 桃源郷                         | 『巨乳クリニック 〜ベッドの中で上も下もお世話される夢の入淫生活〜』主題歌                                   |                        |
| Two-faced                          | 桃源郷                         | 『二人の兄嫁 〜魅力的な兄嫁達と同居することになった日々の顛末〜』主題歌                                     | 緒田マリとのデュエット |
| SUMMER VACATION!                   | 桃源郷                         | 『孕ませ体験学習 〜自然の中で性キョーイク!?〜』主題歌                                                       |                        |
| エロいの禁止令〜だって妹だもん!〜  | X-BangBang                     | 『エロかん! 〜エロいことばかり考えている俺が異能力を手に入れたらやっぱりエロいことしまくるよね〜』主題歌    |                        |
| ヒカリ                             | petit linge                    | 『ロスト・エコーズ』悠樹晶穂ED                                                                              |                        |
| 甘えロジック                       | INTERHEART glossy              | 『あまエロ』主題歌                                                                                          |                        |
| 未来へと                           | INTERHEART glossy              | 『あまエロ』ED                                                                                              |                        |
| 恋のMagical☆Harem!!                | SweetHEART                     | 『ハーレムゲーム2 〜普通じゃない主人公がハーレムを築くファンタジー(?)〜』主題歌                             |                        |
| 旅路                               | SweetHEART                     | 『ハーレムゲーム2 〜普通じゃない主人公がハーレムを築くファンタジー(?)〜』ED                                 |                        |
| いけない欲望                       | 桃源郷                         | 『同居母娘のいけない欲望 〜秘密の予感がして追跡してみた結果www〜』主題歌                                    |                        |
| Farfalla                           | 桃源郷                         | 『人妻催眠計画 〜催眠誤認で家庭円マン！〜』主題歌                                                           |                        |
| はらはら☆Day                       | X-BangBang                     | 『アクマとモモとお兄ちゃんの孕孕パニック！〜入れ替わったらやっぱりエロいことしちゃうよね〜』主題歌          |                        |
| 硝子の夢                           | 桃源郷                         | 『両隣の人妻〜そうなった理由はアパートの壁が薄かったから〜』主題歌                                          |                        |
| HarmonEy                           | はちみつそふと                 | 『HarmonEy』主題歌                                                                                          |                        |
| 言葉                               | はちみつそふと                 | 『HarmonEy』ED                                                                                              |                        |
| Shining                            | GRAND†CROSS                    | 『Re:レムプラス』テーマソング                                                                               |                        |
| Happy Happy Day                    | ANIM M&W                       | 『姉×姉！どっちが好き？どっちも！！〜優しいお姉ちゃんとクールなお姉ちゃんに挟まれて僕はもうっ！！〜』主題歌 |                        |
| 狂想曲                             | 白濁系                         | 『サイミンヂカラ〜催眠術をめぐる淫らな白濁の物語〜』主題歌                                                  |                        |
| 幸せレシピ                         | GOKU-RAKU                      | 『今夜のお妻味〜息子達の嫁は蜜の味〜』主題歌                                                                |                        |
| イイナリ                           | INTERHEART                     | 『イイナリ姉色〜お姉ちゃんさえいればいい！〜』主題歌                                                        |                        |
| イイナリ                           | INTERHEART                     | 『イイナリ姉色〜お姉ちゃんにマーキング〜』主題歌                                                            |                        |
| 君と僕                             | INTERHEART                     | 『イイナリ姉色〜お姉ちゃんさえいればいい！〜』ED                                                            |                        |
| キセキ                             | onomatope* raspberry           | 『催眠ぱらだいす！ ～催眠術でツゴウノイイ美少女学園性活～』ED                                               |                        |
| STEP BY STEP                       | ソフトハウスキャラ             | 『悪魔聖女〜デーモンガール・ステップ〜』主題歌                                                              |                        |
| 万華鏡                             | GOKU-RAKU                      | 『兄嫁母妹』主題歌                                                                                          |                        |
| WITCH LIFE                         | エスクード                     | 『メイドinウィッチライフ！ －館で始まるＨな魅了性活－』主題歌                                               |                        |
| Dissonance                         | INTERHEART                     | 『イイナリ妻色〜止まらない腰使い〜』主題歌                                                                  |                        |
| Dissonance                         | INTERHEART                     | 『イイナリ妻色2〜人妻に横恋慕〜』主題歌                                                                     |                        |
| ラブソング                         | INTERHEART                     | 『イイナリ妻色〜止まらない腰使い〜』ED                                                                      |                        |
| あかね〜the Another〜              | GOKU-RAKU                      | 『ひとづま〜愛した女性は人妻でした〜』主題歌                                                                |                        |
| 恋模様                             | Anim                           | 『メス堕ち！巨乳水着妻達とのラブエロスイミング！』主題歌                                                    | 星谷美友とのデュエット |

## 作詞提供
- 桃色ウサギと魔法のお茶会[14]
  - 歌：清水美紗、作詞：宇佐美日和、作曲：浅野彰

## 出演作品
太字は主役もしくはヒロイン
- X-BANGBANG『妹☆お仕置きなう』（若葉）[15]
- じゃばらいふ『癒されない!?立体音響耳かき のれんわけ -ロリババアと座敷わらしの挟みひざまくら新人研修-』（座敷わらし）[16]
- じゃばらいふ『フェティッシュリラクゼーションサロン「みみづくし」壱-妖娘店員に囲まれて癒しやらしい副店長生活-』（座敷わらし）[17]
- X-BANGBANG『淫がおーほー！？　〜横暴な兄が女になったので懲らしめることにしました〜』（真希）[18]
- じゃばらいふ『幼馴染の秘め罠-妹と二人で堕ちる尻アナハニートラップ-』（こよみ）[19]
- Prometheus『恋と魔法と管理人〜恋愛連鎖編〜』（笹倉萌花 / ぐる蔵さん）[20]
- Prometheus『恋と魔法と管理人〜運命の歯車編〜』（笹倉萌花 / ぐる蔵さん）[21]
- まっしゅる〜む『秘密の花園〜咲き乱れる乙女たち〜』（東雲梓）[22]
- Sweet HEART『アイドル★クリニック 恋の薬でＨな処方』（秋月椛）[23]
- DMM GAMES『天歌統一ぷろじぇくと』（風魔小太郎）[24]
- スイートポット『絶頂アクキメ31人ぶった切り！』（未歩）[25]
- pen & voice galaxy『亡翼のイフリート』（尾羽里音流）
- INTERHEART『イイナリ姉色〜お姉ちゃんさえいればいい！〜』（錦戸春香）[26]
- カクテル・ソフト『きゃんきゃんバニープルミエール3』（福禄寿）[27]
- マーブルCandySoft『甘園ぼ〜二人だけのヒミツの遊び〜』[28]
- スイートポット『魅惑の性教育メイド8人』（リオ）[29]
- DMM GAMES『エンジェルロック Feel Girl‘s Emotion』（黄泉坂凛火）[30]
- Triangle『魔法戦士エメロードナイツ -絆を紡ぐ女神たち-』（マリエラ）[31]
- INTERHEART『イイナリ妻色2〜人妻に横恋慕〜』（森安紗麻）[32]
- みるくふぁくとりー『もっと!孕ませ!炎のおっぱい超エロ♡アプリ学園!』（伏古かなめ）
- INTERHEART glossy『なごりさんは六堂和里になりきれない -恋愛偏差値0の心理学-』（佐々藤伊央）
- エスクード『トリニティ×カラミティ ～淫らな躾と終わる世界～』（ソナス）
- onomatope*raspberry『シス△キャン』（樹人 かや）[33]
- わるきゅ〜れ『魔闘士マイヤ 魔域十二子宮編』（馬魔支アロゴ）

- わるきゅ〜れ『魔法少女フーワ ～触手狂精姦～』（ヴァルヴァラ）
- わるきゅ〜れ『プレイ! プレイ! プレイ! ロック!』（向井地 蓮加、黒見 聖来）
- Escu:de『姫と婬欲のテスタメント』（ローナ）
- Triangle『魔法戦士 FINAL IGNITION 〜永遠の女神たち〜』（マリエラ）
- TRYSET『やらせてっ!てぃーちゃーリターンズ2』（星野 みはる）
- TRYSET Break『ハメ堕ち人妻ナース 〜忘れたくても体は覚えているマゾ牝の本性〜』（磯山 香奈）
- TRYSET Break『黒ビッチギャルが体育教師にハメ堕ちるまで ～追ピス種付けイキ狂い～』（宮原 理沙）

## メディア
- スカパー『ダラケ! 〜お金を払ってでも見たいクイズ〜』出演 [34]
- ラジオ『宇佐美 日和のひよらじ♪』パーソナリティ[35]